# 阿格里真托主教座堂
阿格里真托圣热尔兰主教座堂（義大利語：Cattedrale Metropolitana di San Gerlando）是天主教阿格里真托总教区的主教座堂，位于西西里阿格里真托，供奉圣热尔兰，建于11世纪， 1099年祝圣。2000年起升为总主教座堂。